# Franz Arnold (Kanonist)
Franz Arnold (* 6. Februar 1893 in Wien; † 12. Mai 1963 ebenda) war ein österreichischer Kirchenrechtler. Er wurde 1916 zum Priester geweiht und nach Promotionen in Theologie (1928) und Rechtswissenschaften (1930) 1935 Privatdozent für Katholisches Kirchenrecht in Wien.

## Leben

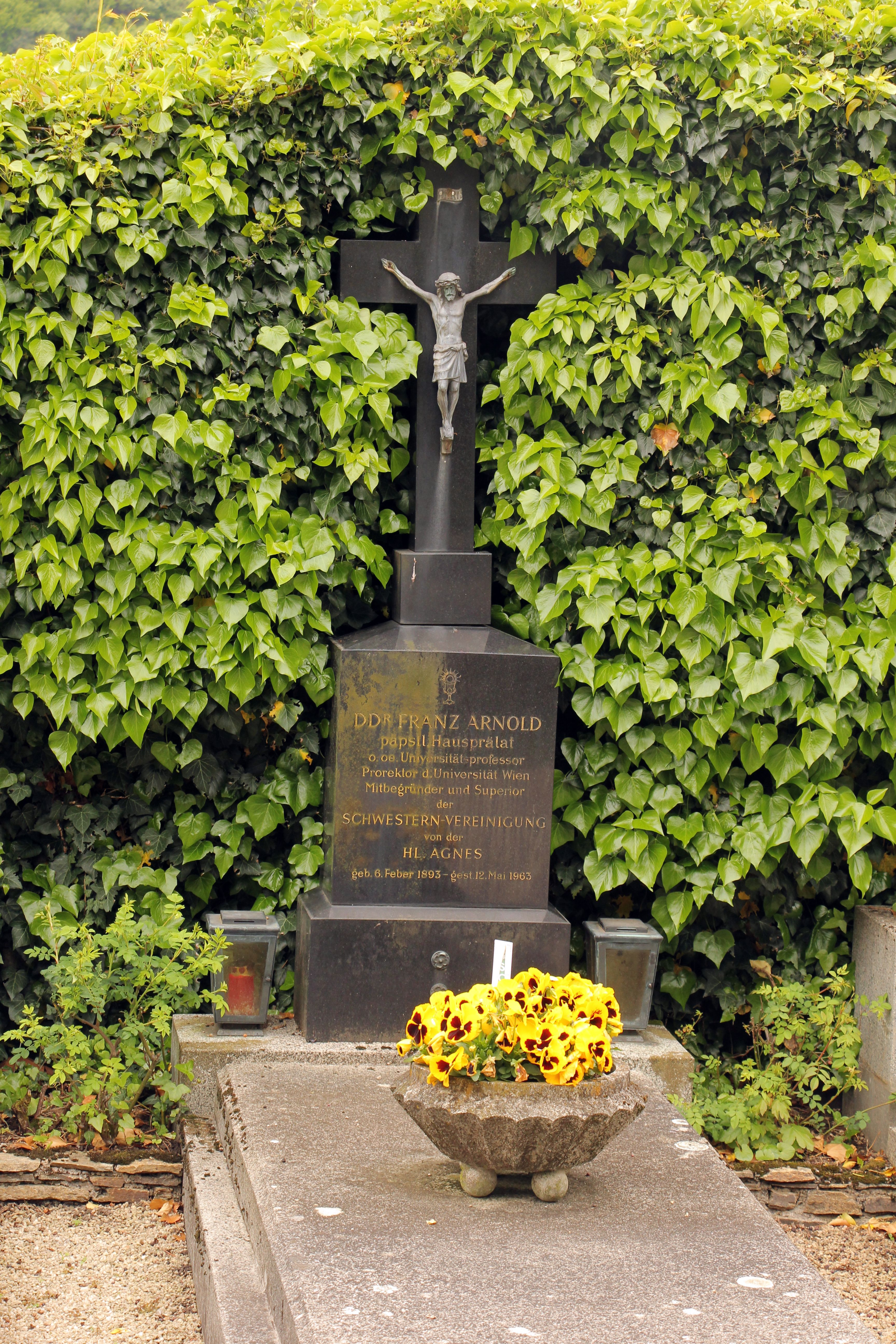
Grab am Friedhof in der Hinterbrühl

Seit 1925 war Arnold Mitglied der KaV Norica Wien im ÖCV. 1938 wurde er von der Lehrtätigkeit suspendiert. Nach dem Krieg war er ab 1946 als außerordentlicher, ab 1947 als ordentlicher Professor für Kirchenrecht an der Katholisch-Theologischen Fakultät der Universität Wien tätig; im Jahr 1961/62 bekleidete er das Amt des Rektors der Universität Wien.
Von 1953 bis 1961 war er zudem Offizial des Diözesan- und Metropolitangerichts der Erzdiözese Wien.
Arnold war auch Mitglied der Christlichsozialen Partei. Für diese war er in den Jahren 1930 bis 1934 im Wiener Gemeinderat und Landtag.

## Auszeichnungen
- 1962: Großes Silbernes Ehrenzeichen für Verdienste um die Republik Österreich[2]

## Veröffentlichungen
- Das Diözesanrecht nach den Schriften Hinkmar von Reims, Wien 1935
- Die Rechtslage der katholischen Kirche im heutigen Österreich in: Theologische Fragen der Gegenwart (Festgabe für Kardinal Innitzer), Wien 1952, S. 187–222
- Eherecht, Praktisches Handbuch für den Seelsorger, 2. Aufl., Wien 1958